# Web Hypertext Application Technology Working Group
Web Hypertext Application Technology Working Group, WHATWG, är en community som till största del fokuserar på att vidareutveckla HTML och kringliggande teknologier.

## Historik
WHATWG grundades av folk från flera stora företag som Apple, Mozilla Foundation och Opera Software. 2004 hade W3C en workshop där dessa var samlade, där blev de oroliga för hur litet intresset var för HTML bland folk och för den riktning som HTML var på väg mot, i organisationen W3C, som de ansåg vara för långsam. På workshopen blev nämligen ett enat Opera-Mozilla-förslag nerröstat av W3C. Då blev gensvaret två dagar senare, 4 juni 2004, att bilda gruppen WHATWG med visionen att förbättra webstandarder som de ansåg W3C var för långsamma för att utveckla.
Sen dess har författaren till WHATWG:s specifikationer Ian Hickson flyttat till Google. Chris Wilson, från Microsoft, erbjöds att bli medlem i gruppen men nekade på grund av att det inte fanns någon patent-policy som säkerställde att specifikationerna kunde implementeras utan royalties.
Den 10 mars 2007 föreslog Apple, Mozilla Foundation och Opera Software  att W3C använder WHATWG:s HTML5-version som utgångspunkt för sitt arbete. Den 9 april 2007, frågar Dan Connolly och Chris, från W3C, huvudpersoner från WHATWG om de vill börja samarbeta. Den 7 maj 2007 blev parterna överens om att börja samarbeta.

## Specifikationer
WHATWG arbetar främst med HTML5 just nu. Samtidigt som de fortfarande jobbar på projektet Web Forms 2.0 och de har arbetat fram ett väldigt tidigt utdrag av Web Controls 1.0 som nu har lagts på is i väntan på XBL 2.0 och dess eventuella framgång. 
| Specifikation                     | Info |
| --------------------------------- | --- |
| HTML5 (f.d. Web Applications 1.0) | Den nya versionen av HTML 4.01 och XHTML 1.0 som ska förbättras där de brister och bygga vidare för stödja inom termer av Webbapplikationer.         |
| Web workers                       | Definierar ett API som möjliggör att ECMAScript kan använda flerkärniga processorer effektivare.                                                     |
| Web Forms 2.0                     | En utökning av kapitlet om formulär i specifikationen för HTML 4. Den ska implementeras och bli del av HTML5-specifikationen när den blir stabilare. |

## Arbetssätt
Vem som helst får vara med och det kostar ingenting. Men det bygger på en mail-lista som alla kan skriva till, denna tar redigerarna/författarna som konkret material/förslag. De väger sen in mer källmaterial från fler håll, som bloggar och forskning, tillsammans med allas åsikt i mail-listan och sammanställer detta tills ett ämne är så utarbetat att det inte går att ändra författarens riktning. 
Ändå bygger processen inte på demokrati och det hålls inga omröstningar. Utan de har sammanställt en kommitté som utgörs av medlemmarna i WHATWG-gruppen. Denna kommitté har i skrivande stund, juli 2008, nio medlemmar som har makten att ogiltigförklara författarnas förslag och förändringar.